# Referendum o zagonu jedrske elektrarne Zwentendorf
Na referendumu o zagonu jedrske elektrarne Zwentendorf, ki je potekal 5. novembra 1978, so avstrijski volivci odločali o predlogu zakona o miroljubni rabi jedrske energije v Avstriji, s posebnim poudarkom na pričetku obratovanja nedavno prej zgrajene jedrske elektrarne Zwentendorf.
Volivci so s tesno večino zavrnili zakon, nakar je avstrijski Državni zbor sprejel zakon o popolni prepovedi uporabe jedrske energije in že zgrajena elektrarna nikoli ni pričela obratovati, niti ni bila od takrat v Avstriji zgrajena nobena druga. Dogodek je spodbudil organiziranje zelene politike na zvezni ravni.

## Ozadje
Gradnja jedrske elektrarne se je pričela leta 1972 v kraju Zwentendorf an der Donau zahodno od Dunaja kot projekt vlade Socialdemokratske stranke (SPÖ) pod vodstvom kanclerja Bruna Kreiskyja. Do leta 1975 je v državi nastalo široko protijedrsko gibanje in konec leta 1977 se je proti Zwentendorfu opredelila tudi Avstrijska ljudska stranka (ÖVP), ki je sicer načeloma podpirala jedrsko energijo. V teh okoliščinah se je izvršni svet SPÖ odločil razpisati referendum o zagonu, ki so ga nasprotniki jedrske energije zahtevali že nekaj časa. 28. junija 1978 so v Državnem zboru z glasovi SPÖ (poslanci ÖVP in FPÖ so bili proti) zaobšli veto Zveznega sveta in podprli zakonodajno resolucijo o miroljubni rabi jedrske energije, vsi pa so soglasno podprli razpis referenduma. Zvezni predsednik Rudolf Kirchschläger je 13. septembra 1978 izdal ukaz o razpisu referenduma, zvezna vlada pa je nato določila 5. november za datum izvedbe.
V kampanji se je SPÖ s socialnimi partnerji zavzela za zagon elektrarne, protijedrske skupine pa so temu nasprotovale in poudarjale nevarnosti jedrske energije. Tudi ÖVP se je, kljub pozitivnemu stališču glede jedrske energije kot take, zavzemala za »ne« Zwentendorfu. Avstrijski svobodnjaki (FPÖ) so nastopili proti jedrski energiji. Kreisky je napovedal, da bo ob morebitni zavrnitvi odstopil s položaja kanclerja.

## Rezultati
Referendumsko vprašanje z možnim odgovorom »da« ali »ne« se je glasilo:
»Soll der Gesetzesbeschluß des Nationalrates vom 7. Juli 1978 über die friedliche Nutzung der Kernenergie in Österreich (Inbetriebnahme des Kernkraftwerkes Zwentendorf) Gesetzeskraft erlangen?«
V prevodu: »Naj zakonodajna resolucija Državnega zbora z dne 7. julija 1978 o miroljubni rabi jedrske energije v Avstriji (zagon jedrske elektrarne Zwentendorf) postane zakon?«
Na referendumu, ki sta se ga udeležili skoraj dve tretjini od približno pet milijonov takratnih volilnih upravičencev, je bil zakon s tesno večino 50,47 % zavrnjen.

### Rezultati po zveznih drželah
| Zvezna dežela    | Volilnih upravičencev | Veljavnih glasov | Glasov za | Glasov za (%) | Glasov proti | Glasov proti (%) |
| ---------------- | --------------------- | ---------------- | --------- | ------------- | ------------ | ---------------- |
| Gradiščanska     | 187.879               | 124.384          | 74.377    | 59,8          | 50.007       | 40,2             |
| Koroška          | 355.219               | 217.911          | 117.481   | 54,1          | 100.070      | 45,9             |
| Spodnja Avstrija | 964.048               | 672.154          | 341.831   | 50,8          | 330.323      | 49,2             |
| Zgornja Avstrija | 809.904               | 537.965          | 254.337   | 47,3          | 282.628      | 52,3             |
| Salzburg         | 277.141               | 165.523          | 71.576    | 43,2          | 93.947       | 56,8             |
| Štajerska        | 793.746               | 452.423          | 238.851   | 52,8          | 213.572      | 47,2             |
| Tirolska         | 355.164               | 156.160          | 53.357    | 34,2          | 102.803      | 65,8             |
| Predarlska       | 169.065               | 126.779          | 19.731    | 15,6          | 107.048      | 84,4             |
| Dunaj            | 1.171.613             | 730.187          | 404.808   | 55,4          | 325.379      | 44,6             |
| Skupaj           | 5.083.779             | 3.183.486        | 1.576.709 | 49,5          | 1.606.777    | 50,5             |

## Posledice
15. decembra 1978 je skladno z rezultati referenduma Državni zbor soglasno izglasoval popolno prepoved uporabe jedrske energije v Avstriji, vključno z gradnjo novih jedrskih elektrarn in zagonom obstoječih. Za zagon Zwentendorfa se je kasneje, leta 1985, znova zavzel zvezni kancler Fred Sinowatz (SPÖ). Predlagal je, da bi v ta namen izvedli nov referendum o zakonu o prepovedi jedrske energije. Takratna koalicijska partnerica FPÖ zamisli ni podprla, zato je poskušal prepričati ÖVP. 21. marca je SPÖ dala na glasovanje predlog o zveznem ustavnem zakonu o novem referendumu, ki pa ni prejel zahtevane dvotretjinske večine. Po nesreči v jedrski elektrarni Černobil leta 1986 je nasprotovanje jedrski energiji preraslo v vsesplošni družbeni konsenz in Državni zbor je leta 1999 povzdignil prepoved v ustavni zakon.
Kancler Kreisky po zavrnitvi na referendumu ni odstopil; njegova SPÖ je na volitvah leta 1979 spet osvojila absolutno večino v Državnem zboru. Kancler je ostal do izgube absolutne večine na volitvah leta 1983. Že zgrajena elektrarna Zwentendorf je bila delno razstavljena. Objekt, zdaj odprt za turistične obiske, od takrat med drugim uporabljajo za varnostne treninge in kot filmsko kuliso.
Rezultat referenduma je dal zagon zeleni politiki v Avstriji in v naslednjih letih sta na zvezni ravni nastali dve politični stranki zelenih.